# 出雲鉄道部
出雲鉄道部（いずもてつどうぶ）とは、かつて島根県出雲市にあった西日本旅客鉄道（JR西日本）の鉄道部の一つである。

## 概要
ローカル線の活性化と効率的な鉄道運営ができるように1991年4月1日から鉄道部制度を導入し、地域の特性に応じた業務が行われていた。出雲鉄道部は米子支社のもと、島根県内東部の山陰本線を管轄エリアとしていたが、2008年6月1日で廃止された。

### 管轄路線
- 山陰本線：米子駅（構内を除く）- 西出雲駅間[1]
  - 米子駅は米子支社の直轄

## 配置車両の車体に記される略号
米子支社の略号である「米」と、出雲を意味する「イモ」から構成された「米イモ」であった。
中国統括本部管轄となった2023年現在は「中イモ」表記。

## 配置車両
配置されていた車両は、山陰本線西出雲駅 - 出雲神西駅間にある出雲車両支部に配置されており、JRでも数少ない特急形車両専門の車両基地であった。かつては出雲運転区（いずもうんてんく）と称していたが、2000年に出雲鉄道部の下部組織となり、出雲車両支部となった。2008年6月1日、出雲鉄道部の廃止により、後藤総合車両所の下部組織とされ、出雲支所に改称された。
JRにおける特急形車両専門の車両基地としてはこの出雲車両支部のほか、JR東日本大宮総合車両センター東大宮センターがある。
2008年4月1日現在の配置車両は以下の通り。
- 285系
  - 21両が在籍する。「サンライズ瀬戸」「サンライズ出雲」に使用されている。このほかJR東海所属の3000番台も当支部に常駐する（配置は大垣車両区）。
- 381系
  - 63両が在籍する。「やくも」に使用されている。
- クモヤ145形
  - 105の1両が在籍する。事業用車両。

### 過去に配置された車両
- クモヤ90形
- 14系客車
  - 寝台特急「出雲2・3号」に使用されていた。国鉄末期の1986年11月に品川運転所から転属してきたが、同列車の285系化にともないA寝台シングルデラックスとB寝台シングルツインは「あかつき」に転用、京都総合運転所へ転属となった。

## 歴史
- 1981年（昭和56年）3月7日：出雲準備電車区として発足[2]。
- 1982年（昭和57年）3月5日：出雲電車区に改称[2]。
- 1986年（昭和61年）3月3日：出雲電車区、米子機関区出雲派出所、米子客貨車区出雲派出所が統合されて、出雲運転区が発足[2]。
- 1992年（平成4年）4月1日：鉄道部制度に伴い、第3次鉄道部として出雲鉄道部が発足[3]。
- 2000年（平成12年）4月1日：出雲運転区が出雲鉄道部に統合され、出雲車両支部になる[4]。
- 2008年（平成20年）6月1日：出雲鉄道部が廃止。出雲車両支部の車両・検修関係は後藤総合車両所に統合され、後藤総合車両所出雲支所になり、駅関係は松江駅、保線関係は出雲保線区、電気関係は米子電気区出雲派出の管理となった[5]。